# مردمانی با دشواری‌های راستین
مردمانی با دشواری‌های راستین (انگلیسی: Some People Have Real Problems) چهارمین آلبوم استودیویی خواننده استرالیایی سیا است که در سال ۲۰۰۸ منتشر شد.